# Dever Orgill
Dever Orgill (Port Antonio, 8 marzo 1990) è un calciatore giamaicano, attaccante svincolato.

## Carriera

### Nazionale
Viene convocato per la Copa América Centenario negli Stati Uniti.

## Palmarès
- Coppa di Finlandia: 1

IFK Mariehamn: 2015
- Campionato finlandese: 1

IFK Mariehamn: 2016